# Kühne Logistics University
Kühne Logistics University (KLU) е частно бизнес училище и университет със седалище в Хамбург, Германия. KLU е основано през 2010 г. от германския предприемач и милиардер Клаус-Михаел Кюне (акционер в Kühne and Nagel, Hapag - Lloyd и Lufthansa). Популяризира общото управление, операциите и управлението на вериги на доставки. Настоящият президент е Андреас Каплан.

KLU обхваща цялото портфолио на университетското образование и обучението на ръководни кадри – от бакалавърски и магистърски степени, магистърска степен по бизнес администрация, до структурирана докторска програма. Университетът се финансира главно от такси за обучение и фондация Kühne.